# Baron Berners
Pour les articles homonymes, voir Berners.
Baron Berners est un titre de noblesse héréditaire dans la pairie d'Angleterre.
Ce titre de pair est créé en 1455 par mandat du roi Henri VI pour Sir John Bourchier (1415 † 1474), fils cadet du comte d'Eu (1374 † 1420).

## Liste des barons Berners (cr.1455)
- John Bourchier, 1er baron Berners (1415 † 1474)
- John Bourchier, 2e baron Berners (1467 † 1533)
- Jane Knyvett, suo jure 3e baronne Berners (ru) (1490 † 1562)
- Thomas Knyvett, de jure 4e baron Berners (1539 † 1618)
- Thomas Knyvett, de jure 5e baron Berners (en) (1596 † 1658)
- John Knyvett, de jure 6e baron Berners (1623 † 1673)
- Thomas Knyvett, de jure 7e baron Berners (en) (1655 † 1693) (titre abéant à sa mort)
- Katherine Bokenham, suo jure 8e baronne Berners (ja) (1658 † 1743) (vacance terminée en sa faveur 1711; vacant à sa mort)
- Robert Wilson, 9e baron Berners (1761 † 1838) (vacance terminée 1832; vacant à sa mort)
- Henry Wilson, 10e baron Berners (en) (1762 † 1851) (vacance terminée 1838)
- Henry William Wilson, 11e baron Berners (en) (1797 † 1871)

- Harriet Tyrwhitt née Wilson, suo jure 12e baronne Berners (en)(1835 † 1917)
- Raymond Robert Tyrwhitt-Wilson, 13e baron Berners (1855 † 1918) (dit jusqu'à 1917 Sir Raymond Tyrwhitt-Wilson, 4e baronnet)
- Gerald Hugh Tyrwhitt-Wilson, 14e baron Berners (en) (1883 † 1950) (titre de baronnet (en) éteint à sa mort)
- Vera Ruby Williams, suo jure 15e baronne Berners (1901 † 1992) (abéant 1992)
- Pamela Vivien Kirkham, suo jure 16e baronne Berners (1929 † 2023)[1] (vacance terminée en sa faveur 1995)
- Rupert William Tyrwhitt Kirkham, 17e baron Berners (né en 1953)[2]
  - Edward Michael Tyrwhitt Kirkham (né en 1994)[2] est l'héritier apparent du titre

## Héraldique
| Élément   | Blasonnement des barons Berners | Image |
| --------- | --- | ----- |
| Timbre    | La couronne de baronne britannique. |       |
| Blason    | Parti de quatre coupé d'un, au 1 d'argent au chevron renversé écartelé d'azur et de gueules (de Williams), au 2 écartelé en I et IV de gueules à trois vanneaux d'or en II et III d'argent au lion de sinople la bouche ensanglantée au naturel (de Tyrwhitt-Jones), au 3 de gueules à trois vanneaux d'or (de Tyrwhitt), au 4 d'argent à trois hures arrachées de sanglier en pal de sable (de Booth), au 5 de sable au loup sautant d'or accompagné en chef d'une fleur-de-lys d'argent accostée de deux besants d'or (de Wilson), au 6 d'argent à la bande de sable à la bordure engrêlée du même (de Knyvett), au 7 d'argent à la croix engrêlée de gueules cantonnée de quatre bougettes de sable au lambel d'azur à trois pendants chacun chargé d'un lion d'or brochant en chef (de Bourchier), au 8 de gueules billeté d'or à la fasce d'argent (de Louvain), au 9 écartelé en I et IV d'azur à trois fleurs-de-lys d'or en II et III de gueules à trois léopards d'or le tout à la bordure d'argent (de Woodstock), au 10 écartelé d'or et de sinople (de Berners). |       |
| Cimier    | Non applicable pour les dames |       |
| Supports  | À dextre, un faucon essorant d'argent bénit et membré d'or ; À sénestre, une levrette au naturel colletée de gueules bouclée d'or. |       |
| Ornements | Augmentation et décoration : de baronnet (l'augmentation jusqu'à la réussite du titre de pair) (applicable seules aux 13e et 14e barons) |       |
| Devise    | « Time Tryeth Truth » (en) |       |
| Notes     | Armes familiaux du Capt. Michael Kirkham, mari de l'actuelle baronne Berners |       |